# 10:30 P.M. Summer
10:30 P.M. Summer (en español, Las 10:30 de una noche de verano) es una película dramática de 1966 dirigida por Jules Dassin, marido de la estrella Melina Mercouri. Es una adaptación de la novela homónima de Marguerite Duras, publicada en 1960.

## Resumen
María y Paul, una pareja de unos cuarenta años, realizan un viaje por España con su hija y una amiga, Claire, una mujer más joven. De camino a Madrid, se detienen en un pequeño pueblo en el que la policía les advierte que un hombre que ha matado a su esposa y al amante de ésta anda suelto. Debido a una tormenta el grupo se aloja junto a otros viajeros en el único hotel del pueblo. María, alcohólica, descubre a Paul y Claire besándose, también descubre el escondite del asesino, ayudándole a escapar. Una vez en Madrid María le dice a su esposo que le excita su relación con Claire pero que ya no le ama. Los tres van a bailar flamenco y cuando María se toma un descanso desaparece de la ciudad sin que Paul y Claire la encuentren.

## Reparto
- Melina Mercouri - María
- Romy Schneider - Claire
- Peter Finch - Pablo
- Julián Mateos - Rodrigo Paestra
- Isabel María Pérez - Judith
- Beatriz Savón - La esposa de Rodrigo